# Harrow Sweet (pera)
Harrow Sweet es el nombre de una variedad cultivar de pera europea Pyrus communis. Los orígenes de esta variedad están en la Estación de investigación de Harrow, Canadá donde fue obtenida en 1975. Es una pera de derechos de producción y explotación protegidos (Variedad club). Las frutas tienen un aspecto externo muy parecido a la conocida variedad Bartlett pero madura tres semanas después.

## Sinonimia
- "HW609 Cv.".

## Historia
La pera 'Harrow Sweet'’® es una variedad protegida (Variedad club) obtenida en 1975 en la Estación de investigación de Harrow, Canadá ("Harrow Research and Development Centre") (Harrow RDC) en Harrow, en provincia de Ontario (Canadá).

## Características
'Harrow Sweet' árbol de extensión erguida, de vigor moderadamente vigoroso, porte pequeño. Los botones florales pueden aguantar las heladas tardías. Tiene un tiempo de floración que comienza a partir del 21 de abril con el 10% de floración, para el 25 de abril tiene una floración completa (80%), y para el 5 de mayo tiene un 90% caída de pétalos. Los árboles deben aclararse para mantener el tamaño de la fruta y evitar la producción bianual (vecería).
La variedad de pera 'Harrow Sweet' tiene un fruto de tamaño de mediano a grande, el tamaño y la apariencia del fruto son similares a los de Bartlett, sin embargo 'Harrow Sweet' sí desarrolla un atractivo rubor; forma piriforme, con el cuello más o menos largo pero siempre bien marcado, generalmente asimétrica, contorno muy irregular; Archivado el 5 de junio de 2021 en Wayback Machine. piel lisa, brillante, untuosa; color de fondo amarillo, color del sobre color rojo o rojo oscuro, importancia del sobre color muy alto, y en el momento de la maduración adquiere un color rojo vivo, "russeting" (pardeamiento áspero superficial que presentan algunas variedades) bajo (1-25%); cáliz medio y cerrado, ubicado en una cuenca de profundidad media; pedúnculo de una longitud medio, con un ángulo derecho oblicuo, con una curva muy suave, y un grosor de calibre muy grueso.
Carne de color blanco amarillento; textura fina, jugosa y de buena calidad gustativa.
La pera 'Harrow Sweet' tiene una maduración tres semanas después de Bartlett, recolección a mediados de septiembre. Las peras deben colocarse en la oscuridad, en una habitación ventilada a una temperatura constante y fresca, entre 6 y 8 °C. Puede conservarlos fácilmente durante 3 meses.

## Cultivo
Presenta una buena adaptación a climas cálidos. A pesar de sus interesantes características agronómicas y de la calidad del fruto, su cultivo se produce solamente y a una pequeña escala en el sur de Francia y en el Valle del Ebro.

## Susceptibilidades
Esta variedad ha mostrado muy buena resistencia al fuego bacteriano.